# Phường chèo nâu mày trắng
Phường chèo nâu mày trắng (danh pháp khoa học: Tephrodornis pondicerianus) là một loài chim trong họ Vangidae.